# Fortunato Pio Castellani
Fortunato Pio Castellani (Roma, 6 maggio 1794 – Roma, 1º gennaio 1865) è stato un orafo, antiquario e collezionista d'arte italiano, capostipite di una dinastia di orafi e antiquari.

## Biografia
Orafo, nel 1814 aprì un laboratorio artigiano a Palazzo Raggi, in via del Corso a Roma. Nel 1815 conseguì la patente di "maestro" e il 26 novembre dello stesso anno sposò Carolina Baccani, dalla quale ebbe otto figli: tre maschi, di cui due continuarono l'attività del padre, e cinque femmine.
Si interessò alle tecniche artistiche antiche e nel 1824 mise a punto una tecnica con la quale riuscì a ottenere il cosiddetto "oro giallone", l'oro di colore chiaro dei gioielli etruschi, che venne studiata assieme a Domenico Morichini e all'abate Feliciano Scarpellini. 
Una sua relazione del 10 agosto 1826 all'Accademia dei Lincei, di cui era membro, suscitò un notevole interesse.
Al 1826 risale anche l'amicizia del Castellani con Michelangelo Caetani, duca di Sermoneta, che era fra l'altro un disegnatore di gioielli a imitazione di quelli antichi che venivano allora alla luce dalle necropoli etrusche e dagli scavi di Pompei ed Ercolano; seguendo il consiglio del duca Caetani, Fortunato Castellani iniziò a riprodurre alcuni gioielli antichi tentando di imitarne la tecnica. Fortunato Pio scoprì, inoltre, alcuni contadini di Sant'Angelo in Vado che continuavano ad adoperare antiche tecniche nella lavorazione di gioielli popolari. Attorno al 1840 Fortunato fondò a Roma una scuola per addestrare i giovani orefici alle tecniche degli antichi. Amico del marchese Giampietro Campana, cercò di evitare che la collezione di oreficeria del marchese uscisse fuori dall'Italia e costituì a questo scopo, col figlio Augusto, una società per azioni col compito di acquistare la collezione del Campana. Dopo il fallimento di questo tentativo, spinse i suoi familiari a formare una propria collezione antiquaria.
Sebbene molto religioso (fu terziario dell'Ordine della Madonna delle Grazie a Porta Angelica) Castellani nutriva sentimenti liberali. Suo figlio Alessandro, formato agli ideali mazziniani, ebbe un ruolo di primo piano nella Repubblica romana e, con la restaurazione del governo di Pio IX, fu arrestato insieme col fratello Augusto. I due vennero rilasciati pochi giorni dopo, forse anche per l'intervento del padre; ma Alessandro venne incarcerato nuovamente nel 1854 e condannato all'esilio nel 1859, andò quindi esule dapprima a Parigi (1860) e poi a Napoli (1862). A causa di questo figlio "rivoluzionario", quando Fortunato Pio morì le autorità pontificie ne vietarono i funerali pubblici: "fu portato all'avello fra gendarmi e sbirri, non permettendo la politica autorità che l'esanime spoglia del grande artista ricevesse quei pubblici onori che l'arte romana dell'oreficeria aveva richiesto rendere al suo fondatore".

## Albero genealogico
Gli orafi Castellani
| Carolina Baccani | Carolina Baccani | Carolina Baccani      | Carolina Baccani      | Carolina Baccani      | Carolina Baccani      |                       |                       |  |  |                    |                    | Fortunato Pio Castellani | Fortunato Pio Castellani | Fortunato Pio Castellani | Fortunato Pio Castellani | Fortunato Pio Castellani | Fortunato Pio Castellani |                                       |                                       |                                       |                                       |                                       |                                       |            |            |                                             |                                             |                                             |                                             |                                             |                                             |  |  |  |  |                                          |                                          |                                          |                                          |                                          |                                          |  |  |  |  |  |  |  |  |  |  |  |  |  |  |  |  |  |  |  |  |  |  |  |  |  |  |  |  |  |  |
| Carolina Baccani | Carolina Baccani | Carolina Baccani      | Carolina Baccani      | Carolina Baccani      | Carolina Baccani      |                       |                       |  |  |                    |                    | Fortunato Pio Castellani | Fortunato Pio Castellani | Fortunato Pio Castellani | Fortunato Pio Castellani | Fortunato Pio Castellani | Fortunato Pio Castellani |                                       |                                       |                                       |                                       |                                       |                                       |            |            |                                             |                                             |                                             |                                             |                                             |                                             |  |  |  |  |                                          |                                          |                                          |                                          |                                          |                                          |  |  |  |  |  |  |  |  |  |  |  |  |  |  |  |  |  |  |  |  |  |  |  |  |  |  |  |  |  |  |
|                  |                  |                       |                       |                       |                       |                       |                       |  |  |                    |                    |                          |                          |                          |                          |                          |                          |                                       |                                       |                                       |                                       |                                       |                                       |            |            |                                             |                                             |                                             |                                             |                                             |                                             |  |  |  |  |                                          |                                          |                                          |                                          |                                          |                                          |  |  |  |  |  |  |  |  |  |  |  |  |  |  |  |  |  |  |  |  |  |  |  |  |  |  |  |  |  |  |
|                  |                  |                       |                       |                       |                       |                       |                       |  |  |                    |                    |                          |                          |                          |                          |                          |                          |                                       |                                       |                                       |                                       |                                       |                                       |            |            |                                             |                                             |                                             |                                             |                                             |                                             |  |  |  |  |                                          |                                          |                                          |                                          |                                          |                                          |  |  |  |  |  |  |  |  |  |  |  |  |  |  |  |  |  |  |  |  |  |  |  |  |  |  |  |  |  |  |
|                  |                  |                       |                       |                       |                       |                       |                       |  |  |                    |                    |                          |                          |                          |                          |                          |                          |                                       |                                       |                                       |                                       |                                       |                                       |            |            |                                             |                                             |                                             |                                             |                                             |                                             |  |  |  |  |                                          |                                          |                                          |                                          |                                          |                                          |  |  |  |  |  |  |  |  |  |  |  |  |  |  |  |  |  |  |  |  |  |  |  |  |  |  |  |  |  |  |
|                  |                  | Alessandro Castellani | Alessandro Castellani | Alessandro Castellani | Alessandro Castellani | Alessandro Castellani | Alessandro Castellani |  |  | Augusto Castellani | Augusto Castellani | Augusto Castellani       | Augusto Castellani       | Augusto Castellani       | Augusto Castellani       |                          |                          | Guglielmo Castellani                  | Guglielmo Castellani                  | Guglielmo Castellani                  | Guglielmo Castellani                  | Guglielmo Castellani                  | Guglielmo Castellani                  |            |            | Camilla Castellani sposa Francesco Carlandi | Camilla Castellani sposa Francesco Carlandi | Camilla Castellani sposa Francesco Carlandi | Camilla Castellani sposa Francesco Carlandi | Camilla Castellani sposa Francesco Carlandi | Camilla Castellani sposa Francesco Carlandi |  |  |  |  | Virginia Castellani sposa Luigi Narducci | Virginia Castellani sposa Luigi Narducci | Virginia Castellani sposa Luigi Narducci | Virginia Castellani sposa Luigi Narducci | Virginia Castellani sposa Luigi Narducci | Virginia Castellani sposa Luigi Narducci |  |  |  |  |  |  |  |  |  |  |  |  |  |  |  |  |  |  |  |  |  |  |  |  |  |  |  |  |  |  |
|                  |                  | Alessandro Castellani | Alessandro Castellani | Alessandro Castellani | Alessandro Castellani | Alessandro Castellani | Alessandro Castellani |  |  | Augusto Castellani | Augusto Castellani | Augusto Castellani       | Augusto Castellani       | Augusto Castellani       | Augusto Castellani       |                          |                          | Guglielmo Castellani                  | Guglielmo Castellani                  | Guglielmo Castellani                  | Guglielmo Castellani                  | Guglielmo Castellani                  | Guglielmo Castellani                  |            |            | Camilla Castellani sposa Francesco Carlandi | Camilla Castellani sposa Francesco Carlandi | Camilla Castellani sposa Francesco Carlandi | Camilla Castellani sposa Francesco Carlandi | Camilla Castellani sposa Francesco Carlandi | Camilla Castellani sposa Francesco Carlandi |  |  |  |  | Virginia Castellani sposa Luigi Narducci | Virginia Castellani sposa Luigi Narducci | Virginia Castellani sposa Luigi Narducci | Virginia Castellani sposa Luigi Narducci | Virginia Castellani sposa Luigi Narducci | Virginia Castellani sposa Luigi Narducci |  |  |  |  |  |  |  |  |  |  |  |  |  |  |  |  |  |  |  |  |  |  |  |  |  |  |  |  |  |  |
|                  |                  |                       |                       |                       |                       |                       |                       |  |  |                    |                    |                          |                          |                          |                          |                          |                          |                                       |                                       |                                       |                                       |                                       |                                       |            |            |                                             |                                             |                                             |                                             |                                             |                                             |  |  |  |  |                                          |                                          |                                          |                                          |                                          |                                          |  |  |  |  |  |  |  |  |  |  |  |  |  |  |  |  |  |  |  |  |  |  |  |  |  |  |  |  |  |  |
|                  |                  | Torquato Castellani   | Torquato Castellani   | Torquato Castellani   | Torquato Castellani   | Torquato Castellani   | Torquato Castellani   |  |  | Alfredo Castellani | Alfredo Castellani | Alfredo Castellani       | Alfredo Castellani       | Alfredo Castellani       | Alfredo Castellani       |                          |                          | Guendalina Castellani sposa Pio Fabri | Guendalina Castellani sposa Pio Fabri | Guendalina Castellani sposa Pio Fabri | Guendalina Castellani sposa Pio Fabri | Guendalina Castellani sposa Pio Fabri | Guendalina Castellani sposa Pio Fabri |            |            | Onorato Carlandi                            | Onorato Carlandi                            | Onorato Carlandi                            | Onorato Carlandi                            | Onorato Carlandi                            | Onorato Carlandi                            |  |  |  |  | Virgilio Narducci                        | Virgilio Narducci                        | Virgilio Narducci                        | Virgilio Narducci                        | Virgilio Narducci                        | Virgilio Narducci                        |  |  |  |  |  |  |  |  |  |  |  |  |  |  |  |  |  |  |  |  |  |  |  |  |  |  |  |  |  |  |
|                  |                  | Torquato Castellani   | Torquato Castellani   | Torquato Castellani   | Torquato Castellani   | Torquato Castellani   | Torquato Castellani   |  |  | Alfredo Castellani | Alfredo Castellani | Alfredo Castellani       | Alfredo Castellani       | Alfredo Castellani       | Alfredo Castellani       |                          |                          | Guendalina Castellani sposa Pio Fabri | Guendalina Castellani sposa Pio Fabri | Guendalina Castellani sposa Pio Fabri | Guendalina Castellani sposa Pio Fabri | Guendalina Castellani sposa Pio Fabri | Guendalina Castellani sposa Pio Fabri |            |            | Onorato Carlandi                            | Onorato Carlandi                            | Onorato Carlandi                            | Onorato Carlandi                            | Onorato Carlandi                            | Onorato Carlandi                            |  |  |  |  | Virgilio Narducci                        | Virgilio Narducci                        | Virgilio Narducci                        | Virgilio Narducci                        | Virgilio Narducci                        | Virgilio Narducci                        |  |  |  |  |  |  |  |  |  |  |  |  |  |  |  |  |  |  |  |  |  |  |  |  |  |  |  |  |  |  |
|                  |                  |                       |                       |                       |                       |                       |                       |  |  |                    |                    |                          |                          |                          |                          |                          |                          |                                       |                                       |                                       |                                       |                                       |                                       |            |            |                                             |                                             |                                             |                                             |                                             |                                             |  |  |  |  |                                          |                                          |                                          |                                          |                                          |                                          |  |  |  |  |  |  |  |  |  |  |  |  |  |  |  |  |  |  |  |  |  |  |  |  |  |  |  |  |  |  |
|                  |                  | Olga Castellani       | Olga Castellani       | Olga Castellani       | Olga Castellani       | Olga Castellani       | Olga Castellani       |  |  |                    |                    | Pompeo Fabri             | Pompeo Fabri             | Pompeo Fabri             | Pompeo Fabri             | Pompeo Fabri             | Pompeo Fabri             |                                       |                                       | Emma Fabri                            | Emma Fabri                            | Emma Fabri                            | Emma Fabri                            | Emma Fabri | Emma Fabri |                                             |                                             |                                             |                                             |                                             |                                             |  |  |  |  |                                          |                                          |                                          |                                          |                                          |                                          |  |  |  |  |  |  |  |  |  |  |  |  |  |  |  |  |  |  |  |  |  |  |  |  |  |  |  |  |  |  |